# Zumberg
Zumberg ist ein Gemeindeteil der Stadt Feuchtwangen im Landkreis Ansbach (Mittelfranken, Bayern). Zumberg liegt in der Gemarkung Heilbronn.

## Geographie
Südlich des Dorfes fließt der Legerbach, der eine Kette von Weihern speist und in Heilbronn als linker Zufluss in den Aichabach (im Unterlauf Schönbach genannt) mündet, der wiederum ein linker Zufluss der Sulzach ist. 0,5 km nordöstlich liegt das Mühlfeld, 0,75 km östlich die Stockäcker. Eine Gemeindeverbindungsstraße führt nach Heilbronn zur Staatsstraße 2222 (1 km südwestlich) bzw. am Wiegelshof vorbei nach Oberahorn (2,2 km nordöstlich).

## Geschichte
Der Ortsname leitet sich von der Kapelle „Maria zum Berg“ ab, die einstmals dort stand. Am 2. Juni 1409 vertauschte das Feuchtwanger Stift sein dortiges Gut gegen zwei Güter in Unterahorn, die dem Dinkelsbühler Bürger Heinz Jakob gehörten.
Zumberg lag im Fraischbezirk des ansbachischen Oberamtes Feuchtwangen. Im Jahr 1732 bestand der Ort aus 15 Anwesen, 1 Hirtenhaus und 1 öden Kapelle. Grundherren waren feuchtwangische Ämter (15 Anwesen; Stiftsverwalteramt Feuchtwangen: 3 Halbhöflein, 2 Gütlein; Stadtvogteiamt Feuchtwangen: 1 Halbhof, 2 Gütlein; Klosterverwalteramt Sulz: 1 Gütlein; Vogtamt Schopfloch: 1 Hof, 1 Halbhof, 2 Gütlein), das Spital der Reichsstadt Dinkelsbühl (1 Gütlein) und das Rittergut Thürnhofen (1 Gütlein). Von 1797 bis 1808 gehörte der Ort zum Justiz- und Kammeramt Feuchtwangen. Die Zahl der Anwesen blieb unverändert.
Mit dem Gemeindeedikt (frühes 19. Jahrhundert) wurde Zumberg dem Steuerdistrikt und der Ruralgemeinde Heilbronn zugeordnet. Im Zuge der Gebietsreform in Bayern wurde Zumberg am 1. Januar 1972 nach Feuchtwangen eingemeindet.

## Einwohnerentwicklung
| Jahr      | 001818 | 001840 | 001861 | 001871 | 001885 | 001900 | 001925 | 001950 | 001961 | 001970 | 001987 |
| Einwohner | 95     | 91     | 91     | 97     | 78     | 89     | 88     | 107    | 96     | 111    | 108    |
| Häuser    | 17     | 18     |        |        | 17     | 16     | 15     | 18     | 18     |        | 25     |
| Quelle    | [ 11 ] | [ 12 ] | [ 13 ] | [ 14 ] | [ 15 ] | [ 16 ] | [ 17 ] | [ 18 ] | [ 19 ] | [ 20 ] | [ 1 ]  |

## Religion
Der Ort ist seit der Reformation evangelisch-lutherisch geprägt und bis heute nach St. Johannis (Feuchtwangen) gepfarrt. Die Einwohner römisch-katholischer Konfession sind nach St. Ulrich und Afra (Feuchtwangen) gepfarrt.